# 谢尔·约翰松

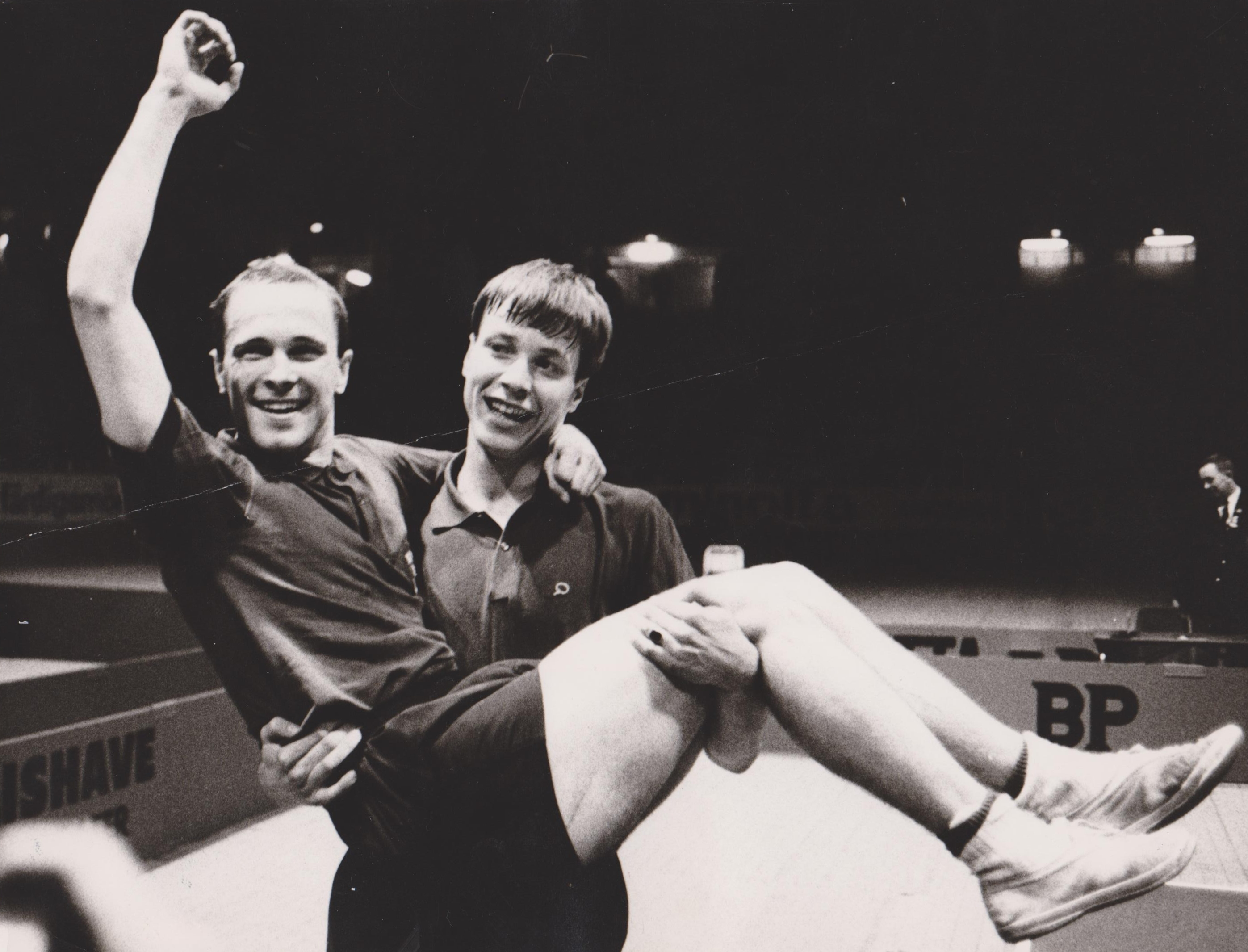
谢尔·约翰松与他的双打搭档汉斯·阿尔塞

谢尔·约翰松（瑞典語：Kjell Johansson，1946年10月5日—2011年10月24日），瑞典男子乒乓球运动员。他曾获得4枚世界乒乓球锦标赛金牌和10枚欧洲乒乓球锦标赛金牌。